# Thebe
A Thebe (görögül Θήβη) vagy Jupiter XIV, a negyedik ismert Jupiter-hold a bolygótól távolodva. A Voyager–1 által készített képeken fedezték fel 1979. március 5-én, és az S/1979 J 2 ideiglenes nevet kapta. Később az 1979. február 27-én készült képeken is megtalálták. 1983-ban kapta meg hivatalos nevét a nimfa Thébé után, aki Aszóposz folyóisten lánya volt.
Ez a legkülső hold a Jupiter belső holdjai közül.
A Thebén három-négy óriás becsapódási kráter látható, (nagyon nagy abban az értelemben, hogy nagyjából akkorák, mint a hold sugara). Nagyon kevés más dolgot tudunk a holdról.